# HMS Reaper (D82)
El USS Winjah (CVE-54) (originalmente AVG-54, posteriormente CAV-54) era un portaviones de escolta de la clase Bogue de Marina de los Estados Unidos, arrendado a la Royal Navy durante la Segunda Guerra Mundial.

## Desarrollo
El Winjah fue botado el 5 de junio de 1943 en Tacoma, Washington, de en la Estaciòn naval de Seattle-Tacoma; asignado al Reino Unido en virtud del programa de préstamo-arrendamiento el 23 de junio; renombrado como CVE-54 el 15 de julio; botado el 22 de noviembre, y entregado a los británicos el 18 de febrero de 1944.

## En la Marina británica
Tras su entrega a la Royal Navy, fue renombrado HMS Reaper (D82), que lo utilizó como transporte de aeronaves durante la Segunda Guerra Mundial.

### Transporte de aviones alemanes capturados
La aparición del Me 262 sobre los cielos de Europa provocó una gran preocupación entre los aliados.
La Operación LUSTY (LUftwaffe Secret Technology, tecnología secreta de la Fuerza Aérea alemana) comenzó el 22 de abril de 1945. Un comando llamado los Watson's Whizzers buscaron por toda Europa las armas más modernas de los nazis.
Muchos aviones capturados fueron enviados por mar a los Estados Unidos a bordo del HMS Reaper de la Marina Británica con el objetivo de realizar vuelos de pruebas y evaluarlos bajo el programa de las Fuerzas Aéreas del Ejército de los Estados Unidos (USAAF, United States Army Air Force) llamado Operation Sea Horse (Operación Caballo de Mar).

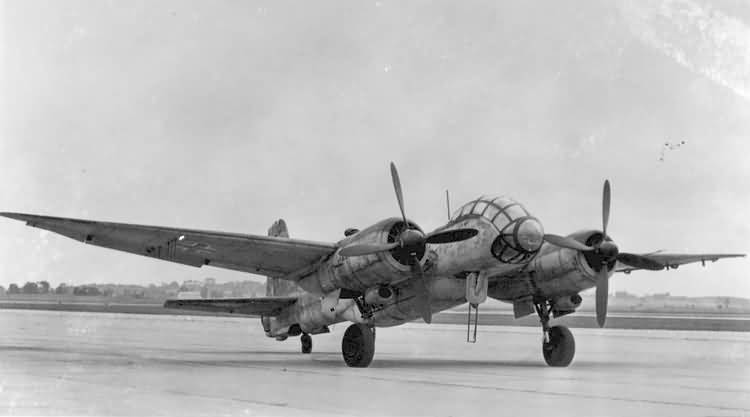
Junkers 388 Werknummer 560049, USAAF T2-4010, llevado en el Reaper a Estados Unidos.

Se embarcaron 41 aviones que comprendían:
- 10 Me 262
- 5 Fw 190F
- 4 Fw 190D
- 1 Ta 152H
- 4 Ar 234B
- 3 He 219
- 3 Bf 109
- 2 Do 335
- 2 Bu 181[5]
- 1 Helicóptero WNF 42[6]
- 2 helicópteros Fl 282
- 1 Ju 88G
- 1 Ju 388
- 1 Bf 108
- 1 P-51

## Baja
Después de arribar a la base naval de Norfolk, Virginia, el 13 de mayo de 1946, el Reaper fue dado de baja en la Royal Navy el 20 de mayo y fue devuelto al Gobierno de los Estados Unidos. Se autorizó su baja el 14 de junio, el  Winjah fue elegido por la Secretaria de Marina para su baja el 8 de julio, y fue vendido a la Compañía de Vapores Waterman de Mobile, Alabama el 12 de febrero de 1947 como  SS Estrella del Sur África. Fue desguazado en Nikara, Japón, en mayo de 1967.